# Corina del Parral
Corina del Parral Durán (Bahía Blanca, 25 de enero de 1905 - Buenos Aires, 8 de febrero de 1979) fue una escritora, poeta, pianista y compositora argentina. Tras su matrimonio con el presidente y líder populista ecuatoriano José María Velasco Ibarra, fue Primera dama de la nación en cuatro ocasiones (1944-1947, 1952-1956, 1960-1961 y 1968-1972).

## Biografía
Corina nació en la ciudad de Bahía Blanca (Argentina) el 25 de enero de 1905, hija de Ernesto del Parral López (Ernst Patrick Parral López-Chacón / Partida de Nacimiento de Gibraltar) y Corina Eulogia Durán Peña. Cursó estudios básicos en el Instituto Francés Jean D'Arc, y posteriormente musicales en el Conservatorio Williams, ambos en su ciudad natal, graduándose del último con altas calificaciones. En Buenos Aires llevó a cabo estudios superiores de armonía, composición, fuga y contrapunto. Fruto de su inclinación artística compuso varias piezas clásicas para piano y orquesta, música popular y también folclórica (tanto argentina como ecuatoriana). El grupo musical Los Brillantes grabó dos discos de acetato con composiciones de música popular de autoría de Corina Parral.
Del Parral fue también una literata y poetisa talentosa, escribiendo varias obras a lo largo de su vida, que fueron posteriormente recogidas y publicadas en antologías por la Casa de la Cultura Ecuatoriana y el Banco Central del Ecuador.

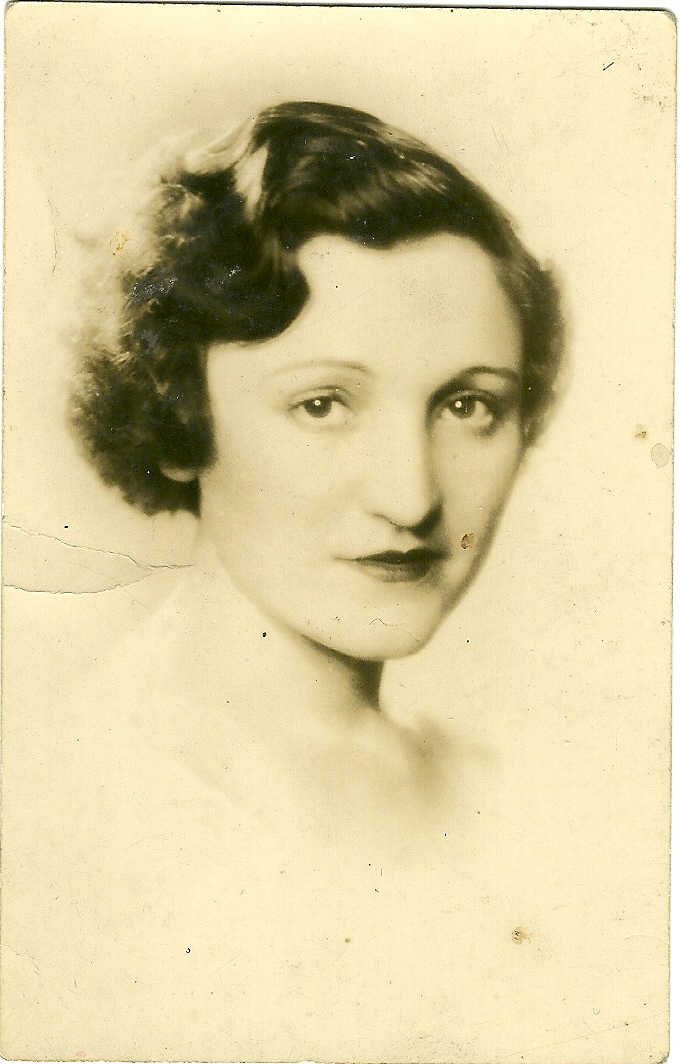
Corina del Parral en 1935.

En 1934 asistió junto a su madre a una recepción ofrecida por el ministro plenipotenciario de Ecuador en la capital argentina, donde conoció a José María Velasco Ibarra, que entonces acababa de ser elegido presidente de la República por primera vez. Después del primer derrocamiento del que fue víctima Velasco Ibarra, Corina empezó a intercambiar correspondencia buscando animarlo mientras cumplía con su exilio en Colombia. La relación epistolar derivó en el matrimonio de la pareja, que tuvo lugar el 24 de agosto de 1938 en la ciudad de Buenos Aires, cuando ella tenía 33 años y él 45 (separado por anulación de su primer matrimonio).

### Primera dama de Ecuador
Cuando su esposo ganó por segunda ocasión los comicios, en 1944, Corina se convirtió por primera vez en Primera dama de la nación. Posteriormente ocuparía nuevamente el título en 1952, 1960  y 1972. Fue la fundadora y primera Presidenta del Patronato Nacional del Niño, posteriormente llamado Instituto Nacional del Niño y la Familia (INNFA), cargo que en adelante sería tradicionalmente ocupado por las esposas de los mandatarios ecuatorianos.
Para obtener fondos para el Patronato Nacional del Niño, Corina Parral, en su calidad de primera dama de la Nación, llamó al grupo musical “Los Brillantes” para proponerles la grabación de dos discos de acetato con composiciones suyas de música popular ecuatoriana (pasillos, albazos, pasacalles, tonadas, etc.) con letras de su autoría. El grupo accedió a su proyecto y se realizaron las grabaciones de sus composiciones, cantadas por la voz femenina del grupo, la cantante argentina Olga Gutiérrez (quien más adelante adoptó la nacionalidad ecuatoriana) y los integrantes Víctor Galarza (requinto) y el acompañamiento de los hermanos Basantes. Lo recaudado por la venta de los discos se emplearon para mantener el Patronato Nacional del Niño así como para la “Ciudad del Niño” en la localidad de Conocoto, cerca de Quito.
En Guayaquil constituyó el Patronato Provincial del Niño, cuya labor es ayudar a los infantes de escasos recursos en sus necesidades básicas de salud, educación y alimentación. Fundó el Club Femenino de Cultura, obteniendo de su esposo una sede en los altos del Teatro Nacional Sucre, donde funcionó por largo tiempo. Se decía de ella que era una Primera dama innata, aun cuando su esposo era derrocado y debía vivir en el exilio, generalmente en Buenos Aires, donde se informaba del acontecer ecuatoriano mediante diferentes diarios que leía ávidamente cada mañana.
Con cuatro periodos a su haber, Del Parral es la mujer que más veces (y más tiempo) ha ocupado el cargo de Primera dama de Ecuador.

### Fallecimiento y consecuencias
Corina del Parral de Velasco falleció el 8 de febrero de 1979 en la ciudad de Buenos Aires, como consecuencia de la caída del colectivo al que se subió para regresar a casa, el cual arrancó bruscamente haciendo que perdiera el equilibrio y caiga en el pavimento golpeándose gravemente la cabeza lo que le produjo la muerte. Su esposo cumplía el último de sus varios exilios tras ser derrocado por cuarta vez de la Presidencia. El día anterior había sufrido una caída en la calle mientras la unidad de colectivo en la que viajaba estaba en movimiento, lo que desencadenó prontamente la muerte. José María Velasco Ibarra trasladó los restos de su amada esposa hasta Quito, en donde declaró que «sólo venía a meditar y a morir», siguiéndola a la tumba apenas dos meses después.
Con el tiempo la historia de la pareja Velasco del Parral se convirtió, más allá de la política, en un ejemplo de amor sincero, entrega y abnegación. El trágico final de quienes ocuparan Carondelet por cinco ocasiones acrecentó aún más la devoción que los simpatizantes del expresidente profesaron por varias décadas, llegando hasta la actualidad convertida en una célebre tragedia romántica.

## Obras
De su larga pasión por las artes, Corina dejó varias obras que siguen siendo publicadas hasta la actualidad:
- Estrellas perdidas
- La rosa blanca
- Faro de la eternidad
- Banda presidencial
- De la lágrima a la sonrisa (homenaje póstumo del Banco Central del Ecuador)